# Tim Hoogland
Tim Hoogland (Marl, 11 juni 1985) is een Duits voetballer van Nederlandse afkomst die bij voorkeur als verdediger speelt.

## Clubcarrière
Hoogland groeide op in Hüls bij Marl, een gemeente in het Ruhrgebied. Hoogland speelde jarenlang als invaller in de selectie van FC Schalke 04, met tussen 2007 en 2010 een uitstap naar 1. FSV Mainz 05, waar hij een rol als basisspeler had. Hij tekende in juni 2014 een eenjarig contract bij Fulham FC, dat hem transfervrij overnam van FC Schalke 04. In de zomer van 2015 vertrok hij naar VfL Bochum, waar Gertjan Verbeek trainer is. Hij tekende een contract tot juni 2017. Op 26 juli 2015 maakte Hoogland zijn debuut voor Bochum in de competitiewedstrijd tegen SC Paderborn (0–1 overwinning). Medio 2019 werd zijn nog een jaar doorlopend contract ontbonden.
Hoogland was Duits jeugdinternational onder 18, 19 en 20.